# Molophilus camerounensis
Molophilus camerounensis är en tvåvingeart som beskrevs av Alexander 1920. Molophilus camerounensis ingår i släktet Molophilus och familjen småharkrankar.
Artens utbredningsområde är Kamerun. Inga underarter finns listade i Catalogue of Life.